# Топорище (Крупський район)
Топорище (біл. вёска Тапарішча) — село в складі Крупського району Мінської області, Білорусь. Село підпорядковане Костричницькій сільській раді, розташоване в східній частині області.